# Испарта (аеропорт)
Аеропорт Испарта (IATA: ISE, ICAO: LTFC) (тур. Isparta Süleyman Demirel Havalimanı), урочисто відкритий 21 липня 1997 року, 
 — 
аеропорт, що обслуговує місто Испарта на південному заході Туреччини. 
Розташоване в районі Кечиборлу, за 28 км від міста.

## Авіалінії та напрямки, вересень 2023
| Авіакомпанія     | Пункт призначення                     |
| ---------------- | ------------------------------------- |
| Qeshm Air        | Сезонні: Тегеран–Імам Хомейні         |
| SunExpress       | Сезонний чартер: Тегеран–Імам Хомейні |
| Turkish Airlines | Стамбул                               |

## Статистика
Див. джерело запитів Вікіданих та джерела.